# Thập tự chinh

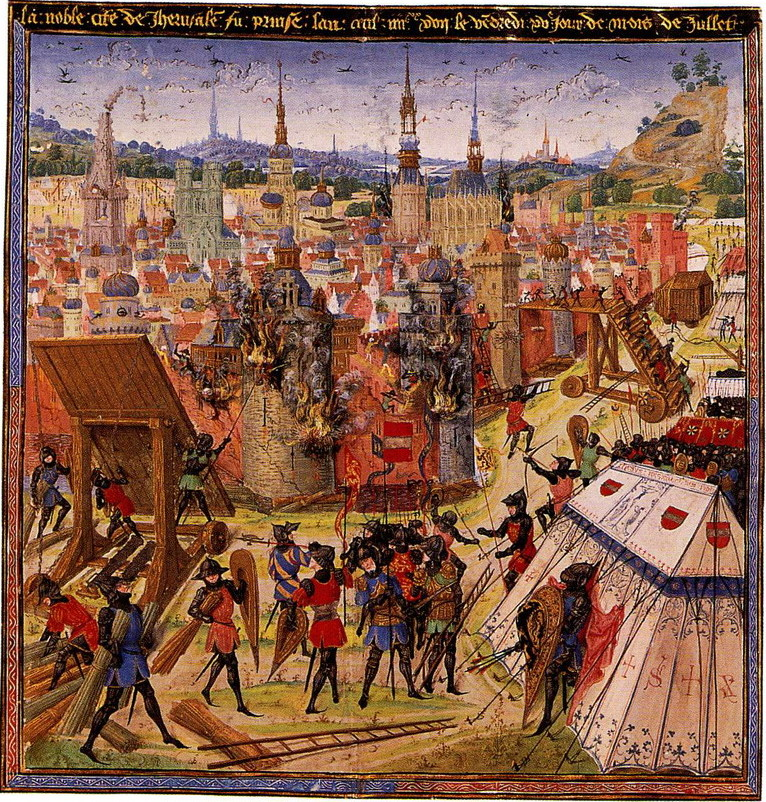
Jerusalem năm 1099

Thập Tự Chinh (Tiếng Anh: crusade) là một loạt các cuộc chiến tranh tôn giáo, được kêu gọi bởi Giáo Hoàng và tiến hành bởi các vị vua và quý tộc là những người tình nguyện cầm lấy cây thập giá với mục tiêu chính là phục hồi sự kiểm soát của Kitô giáo với vùng Đất Thánh. Quân Thập Tự đến từ khắp Tây Âu, và đã có một loạt các chiến dịch không liên tục giữa năm 1095 và 1291. Các chiến dịch tương tự ở Tây Ban Nha và Đông Âu tiếp tục vào thế kỷ XV. Các cuộc Thập Tự Chinh được chiến đấu chủ yếu giữa người Giáo hội Công giáo Rôma chống lại người Hồi giáo và các tín hữu Kitô giáo theo Chính Thống giáo Đông phương trong Byzantium, với các chiến dịch nhỏ hơn tiến hành chống lại người Slav ngoại giáo, người Balts ngoại giáo, Mông Cổ, và người Kitô giáo ngoại đạo . Chính Thống giáo Đông phương cũng tham gia chiến đấu chống lại lực lượng Hồi giáo trong một số cuộc Thập Tự Chinh. Thập Tự Chinh được thề và đã được cấp một ơn toàn xá bởi Đức Giáo hoàng.
Các cuộc Thập Tự Chinh ban đầu có mục tiêu đánh chiếm lại Jerusalem và Đất Thánh khỏi sự kiểm soát của người Hồi giáo và các chiến dịch của họ đã được xuất phát từ lời kêu gọi của các nhà lãnh đạo đế chế Byzantine để được sự giúp đỡ nhằm chống lại sự mở rộng của người Thổ Seljuk theo đạo Hồi tới Anatolia. Thuật ngữ này cũng được sử dụng để mô tả các chiến dịch đương thời và sau đó được thực hiện ở thế kỷ XVI ở vùng lãnh thổ bên ngoài Levant , thường là để chống lại ngoại giáo, và nhân dân bị khai trừ giáo tịch, cho một hỗn hợp của các lý do tôn giáo, kinh tế, và chính trị . Sự kình địch giữa các quốc gia Kitô giáo và Hồi giáo đã dẫn liên minh giữa các phe phái tôn giáo chống lại đối thủ của họ, chẳng hạn như liên minh Kitô giáo với Vương quốc Hồi giáo của Rûm trong cuộc Thập Tự Chinh thứ năm.
Các cuộc Thập Tự Chinh đã có một số thành công tạm thời, nhưng quân Thập Tự cuối cùng bị buộc phải rời khỏi Đất Thánh. Tuy nhiên các cuộc Thập Tự Chinh đều tác động từ chính trị, kinh tế và xã hội sâu rộng ở châu Âu. Bởi vì các cuộc xung đột nội bộ giữa các vương quốc Thiên Chúa giáo và quyền lực chính trị, một số cuộc thám hiểm Thập Tự Chinh đã chuyển hướng từ mục tiêu ban đầu của họ, chẳng hạn như cuộc Thập Tự Chinh thứ tư, dẫn đến sự chia cắt của Constantinopolis Thiên Chúa giáo và sự phân vùng của đế chế Byzantine giữa Venice và quân Thập Tự. Cuộc Thập tự chinh thứ sáu là cuộc Thập Tự Chinh đầu tiên xuất phát mà không có sự cho phép chính thức của Đức Giáo Hoàng. Các cuộc Thập Tự Chinh thứ bảy, thứ tám và thứ chín đã dẫn đến kết quả là chiến thắng của Mamluk và triều đại Hafsid, như cuộc Thập Tự Chinh thứ chín đã đánh dấu sự kết thúc của cuộc Thập Tự Chinh ở Trung Đông .

## Bối cảnh, nguyên nhân, động cơ
Khoảng thế kỷ thứ VII, những người đứng đầu đạo Hồi tiến hành các cuộc trường chinh xâm chiếm các vùng đất mới. Từ năm 660 đến năm 710, các giáo sĩ Hồi giáo đã chiếm được một lãnh thổ rộng lớn ở Bắc Phi, Thổ Nhĩ Kỳ. Đến năm 720, những kỵ binh Hồi giáo chiếm Tây Ban Nha rồi thọc sâu vào đến tận lãnh thổ Pháp; từ năm 830 đến năm 976 Sicilia và miền nam Ý rơi vào tay người Hồi giáo. Lúc này, những đoàn hành hương của tín đồ Kitô giáo về các miền Đất Thánh mà trong đó Palestine là nơi thiêng liêng nhất bắt đầu phổ biến từ thế kỷ IV và đến thế kỷ XI đã trở nên rất thịnh hành. Người Thổ Seljuk Hồi giáo không cố ý ngăn cản những đoàn hành hương nhưng họ thu rất nhiều loại thuế, phí gây ra làn sóng phẫn nộ trong cộng đồng Kitô giáo.
Cũng sang thế kỷ XI, Đế quốc Byzantine (Đế quốc Đông La Mã) chỉ còn lại một vài vùng đất ở châu Âu. Lúc này, nguy cơ người Hồi giáo tràn sang phía Tây đã hiện hữu đối với người Kitô giáo đặc biệt là sau khi quân đội Seljuk đánh bại quân Byzantine trong trận Manzikert năm 1071 và bắt được cả hoàng đế Romanus IV thì con đường tiến về Constantinopolis đã được khai thông. Suleyman, một thủ lĩnh người Thổ Nhĩ Kỳ và các chiến binh của ông thậm chí còn định cư ngay tại Niacea, chỉ cách Constantinopolis vài dặm. Để giành lại các vùng đất đã mất ở Tiểu Á, Hoàng đế Byzantine kêu gọi sự giúp đỡ từ phía Tây nhưng không có kết quả. Sau đó, họ kêu gọi sự giúp đỡ từ Giáo hoàng và để đổi lại, họ hứa sẽ xóa bỏ sự phân ly giữa Chính thống giáo Đông phương và Giáo hội Công giáo Rôma xảy ra năm 1054. Ngày 27 tháng 11 năm 1095 tại Hội nghị giám mục, Giáo hoàng Urban II (tại vị 1088-1099) kêu gọi các hiệp sĩ, hoàng tử phương Tây và tín đồ Kitô giáo đến giúp đỡ tín hữu Kitô giáo phương Đông đồng thời giành lại những vùng Đất Thánh đã mất.
Mặc dù những cuộc thánh chiến mang đậm màu sắc tôn giáo, nhưng giới sử học cho rằng bên trong nó còn có các động cơ kinh tế, chính trị, xã hội:
- Tôn giáo: việc thánh chiến để bảo vệ và lấy lại những vùng đất của người Kitô giáo được hậu thuẫn bởi thay đổi quan trọng trong phong trào cải cách Giáo hội đang diễn ra. Trước khi Giáo hoàng Urban II phát ra lời kêu gọi, quan niệm Chúa sẽ thưởng công cho những ai chiến đấu vì chính nghĩa đã rất thịnh hành. Công cuộc cải cách của Giáo hội đã dẫn đến một thay đổi quan trọng: chính nghĩa là không chỉ là chịu đựng tội lỗi trong thế giới mà phải là cố gắng chỉnh sửa chúng.[7]. Các đạo quân thập tự chinh là tiêu biểu cho tinh thần ấy trong giai đoạn Giáo hội đang cải tổ mạnh mẽ.
- Kinh tế, chính trị: những cuộc thập tự chinh diễn ra trong thời kỳ mà dân số châu Âu phát triển mạnh mẽ và các học giả cho rằng trên khía cạnh này nó có động cơ tương tự như cuộc tấn công của người Đức vào phương Đông cũng như cuộc xâm chiếm của người Tây Ban Nha[cần dẫn nguồn]. Những cuộc thập tự chinh nhằm mục đích chiếm giữ những vùng đất mới để mở rộng sự bành trướng của phương Tây với các quốc gia Địa Trung Hải. Tuy nhiên thập tự chinh khác với những cuộc tấn công, xâm chiếm của người Đức và người Tây Ban Nha ở chỗ nó chủ yếu dành cho tầng lớp hiệp sĩ và nông dân du cư ở Palestine.
- Xã hội: tầng lớp hiệp sĩ đặc biệt nhạy cảm với sự tăng trưởng nhanh chóng của dân số châu Âu trong giai đoạn này. Họ được đào tạo, huấn luyện để tiến hành chiến tranh và trong bối cảnh dân số phát triển mạnh mẽ, những cuộc xung đột để giành đất đai đã xảy ra. Giáo hoàng Urban II đã nói với các hiệp sĩ của nước Pháp như sau: "Đất đai mà các bạn cư ngụ thì quá hẹp đối với một dân số lớn; nó cũng không thừa của cải; và nó khó lòng cung cấp đủ thực phẩm cho những người trồng trọt trên nó. Đây là lý do vì sao các bạn phải tàn sát và tàn phá lẫn nhau."[7] Như vậy, họ được khuyến khích đi viễn chinh để giành đất và trên góc độ nào đó các cuộc thập tự chinh là phương tiện bạo lực nhằm rút bạo lực ra khỏi đời sống thời Trung Cổ.[8] cũng như đem lại lợi ích kép như lời Thánh Bernard thành Clairvaux đã nói: "Sự ra đi của họ làm cho dân chúng hạnh phúc, và sự đến của họ làm phấn khởi những người đang thúc giục họ giúp đỡ. Họ giúp cả hai nhóm, không những bảo vệ nhóm này mà còn không áp bức nhóm kia.".[8]

## Các cuộc Thập Tự Chinh
Về danh sách các cuộc Thập Tự Chinh, chưa có sự thống nhất cao trên thế giới, danh sách này có thể lên đến 9 cuộc tùy quan điểm. 

### Thập Tự Chinh Thứ Nhất (1095 - 1099)

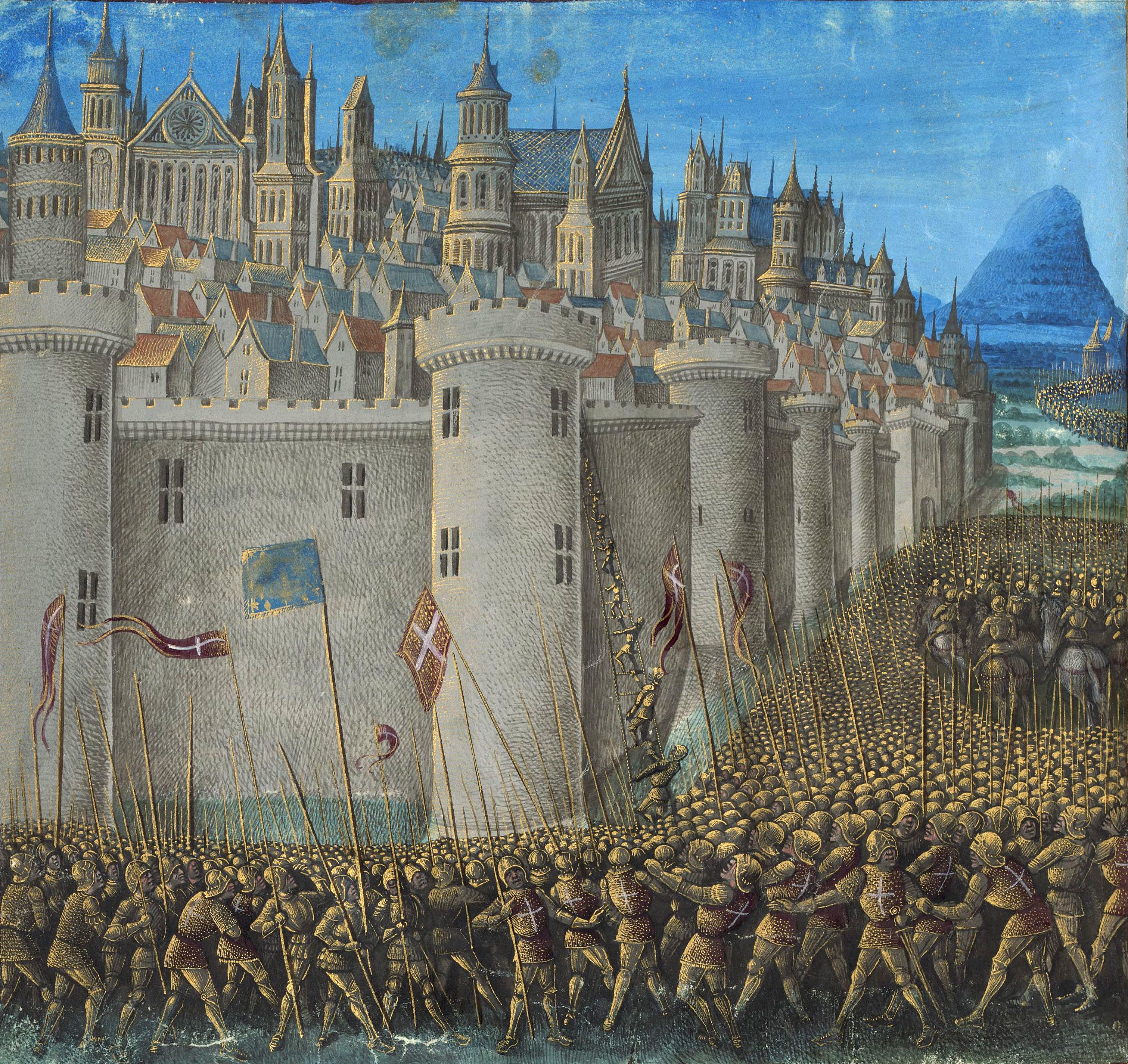
Cuộc bao vây Antioch trong Thập Tự Chinh Thứ Nhất

Tháng 9 năm 1095, Giáo hoàng Urban II đã có một bài thuyết giảng tại Clermont, miền nam nước Pháp kêu gọi giới quý tộc đảm nhiệm cuộc viễn chinh vào Đất Thánh. Lời kêu gọi này đã gây tác động đến mọi tầng lớp trong xã hội phương Tây và dẫn đến một cuộc Thập Tự Chinh mang tính đại chúng với sự tham gia đông đảo của nông dân và người nghèo ở miền bắc Pháp và châu thổ sông Rhine cùng với một số hiệp sĩ và tu sỹ vào tháng 2 năm 1096, được lãnh đạo bởi một thầy tu ẩn dật người Pháp tên là Piere l'Ermite. Đội quân đông đảo nhưng trang bị thô sơ và không được tổ chức tốt này tấn công người Do Thái, từ Cologne (Đức) vượt qua Bulgaria, Hungary rồi kéo đến Constantinople. Sau khi được hoàng đế Alexios I của Byzantine đưa qua eo Bosphorus, họ nhanh chóng bị quân đội Thổ Nhĩ Kỳ đánh tan.
Ngay sau đó, một đội quân thực sự được tổ chức tốt do giới quý tộc lãnh đạo đã lên đường tiến hành cuộc Thập Tự Chinh chính thức lần thứ nhất. Những chỉ huy gồm có: Robert xứ Normandy (con trai của William the Conqueror); Godfrey xứ Bouillon cùng hai anh trai là Baldwin xứ Boulogne và Robert xứ Flanders; Raymon IV xứ Toulouse; Bohemond I xứ Antioch, Tancred xứ Taranto,... Họ dẫn đầu 4 đạo quân theo nhiều hành trình đường bộ và đường biển đến Constantinople năm 1096 và 1097 để từ đó tấn công nhà Seljuk ở Rum. Cuối tháng 4 năm 1097, đội quân Thập Tự Chinh tiến vào lãnh thổ của người Seljuk và giành được thắng lợi đầu tiên trong trận Dorylaeum ngày 1 tháng 7 năm 1097. Chiến thắng có tính chất bước ngoặt của thập tự quân là việc đánh chiếm thành phố cảng Antioch và đã giành được thắng lợi sau cuộc vây hãm kéo dài 8 tháng, mở thông đường tiến về Jerusalem. Ngày 7 tháng 6 năm 1099, Thập Tự Quân tới Jerusalem và bắt đầu vây hãm thành phố. Ngày 15 tháng 7 năm 1099, thập tự quân đột kích chiếm Jerusalem và tàn sát các tín đồ Hồi giáo, Do Thái giáo cũng như cả Chính thống giáo Đông phương. Trong khi đoàn quân chủ yếu tiến đến Antiochia và Jerusalem thì Baldwin xứ Boulogne tách đội quân của mình ra để chiếm Edessa, nơi ông thiết lập Công Quốc Thập Tự Quân đầu tiên ở phương Đông. Sau đó với sự giúp đỡ của hạm đội của Venice và Genoa, Thập tự quân chiếm được toàn bộ bờ Đông Địa Trung Hải và thiết lập bá quốc Tripoli và một số tiểu quốc khác.
Kết quả của Thập Tự Chinh Thứ Nhất là đã lập ra một loạt những Công quốc Thập Tự Quân: Edessa, Antioch, Tripoli... và đặc biệt là Jerusalem trải rộng trên khắp vùng Cận Đông.

### Thập Tự Chinh Thứ Hai (1147 - 1149)
Năm 1144, việc quân Hồi giáo tái chiếm Edessa và uy hiếp Jerusalem đã dẫn đến cuộc Thập Tự Chinh Thứ Hai do Bernard thành Clairvaux tích cực phát động. Đoàn Thập Tự Chinh gồm hai đội quân, một do vua Louis VII của Pháp, một do vua Konrad III (Hohenstaufen) của Đức chỉ huy lên đường chiếm Damascus (Syria) để tạo tiền đồn phòng thủ tốt hơn cho Jerusalem. Cuộc đột chiếm Damascus thất bại, thành phố này rơi vào tay vua Nur ad-Din Zangi, vị tiểu vương Hồi giáo đã dẫn quân đến cứu viện theo đề nghị của Damascus. Đội quân Thập Tự Chinh phải rút về nước mà không giành được một thành quả nào ngoại trừ việc Thập Tự Quân Bắc Âu dừng lại ở Lisboa và cùng với người Bồ Đào Nha chiếm lại thành phố này từ người Hồi giáo.

### Thập Tự Chinh Thứ Ba (1189 - 1192)

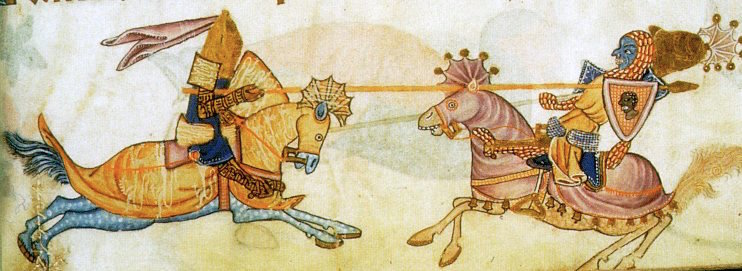
Hình được cho là vẽ Richard Sư tử tâm và Saladin

Sau khi Saladin chiếm được Ai Cập, trở thành Sultan ở đây và thống nhất các tín đồ Hồi giáo, Syria bị đe dọa nghiêm trọng, lãnh thổ của người Kitô giáo có thể bị xâm lấn bất cứ lúc nào. Năm 1187, Saladin đánh bại Quân Thập Tự và chiếm lại Jerusalem nên nguy cơ Công Quốc Thập Tự Quân này bị xóa sổ đã hiện hữu. Trước tình hình đó, hoàng đế Friedrich I Barbarossa của đế quốc La Mã thần thánh, vua Philippe II Auguste của Pháp cùng vua Richard I Sư tử tâm của Anh đồng loạt tiến quân về phương Đông, tiến hành cuộc Thập Tự Chinh Thứ Ba. Ngày 10 tháng 6 năm 1190, Friedrich I Barbarossa chết đuối khi đang vượt sông Saleph (nay là sông Goksu) ở xứ Tiểu Á, Thổ Nhĩ Kỳ và hầu hết quân đội của ông quay trở về nước. Đội quân của Richard Sư tử tâm và Philippe II Auguste đã vây hãm và chiếm được Acre, đây là thắng lợi quan trọng nhất của cuộc Thập Tự Chinh này, nhưng do mâu thuẫn vốn có giữa 2 vương quốc nên Philippe II Auguste bỏ về nước để thực hiện các kế hoạch thiết thân hơn ở Tây Âu. Mặc dù vậy, Thập Tự Chinh Thứ Ba kết thúc trong bế tắc, Richard phải ký hòa ước với Saladin vào ngày 2 tháng 9 năm 1192, theo đó lãnh thổ của công quốc Jerusalem vẫn nằm trong một phạm vi hẹp từ Acre đến Jaffa và việc người Kitô giáo hành hương được quyền viếng thăm Jerusalem trong 3 năm là kết quả của cuộc viễn chinh tốn kém này. Trên đường về nước năm 1192, con tàu của Richard Sư tử tâm bị hỏng ở Aquileia (Ý), ngay trước Giáng Sinh năm ấy, ông bị Leopold V (Công tước Áo) bắt giữ rồi trao cho hoàng đế Heinrich VI (Đế quốc La Mã thần thánh). Richard Sư tử tâm bị cầm tù cho đến 4 tháng 2 năm 1194 mới được giải phóng sau khi đã trả tiền chuộc.

### Thập Tự Chinh Thứ Tư (1202 - 1204)

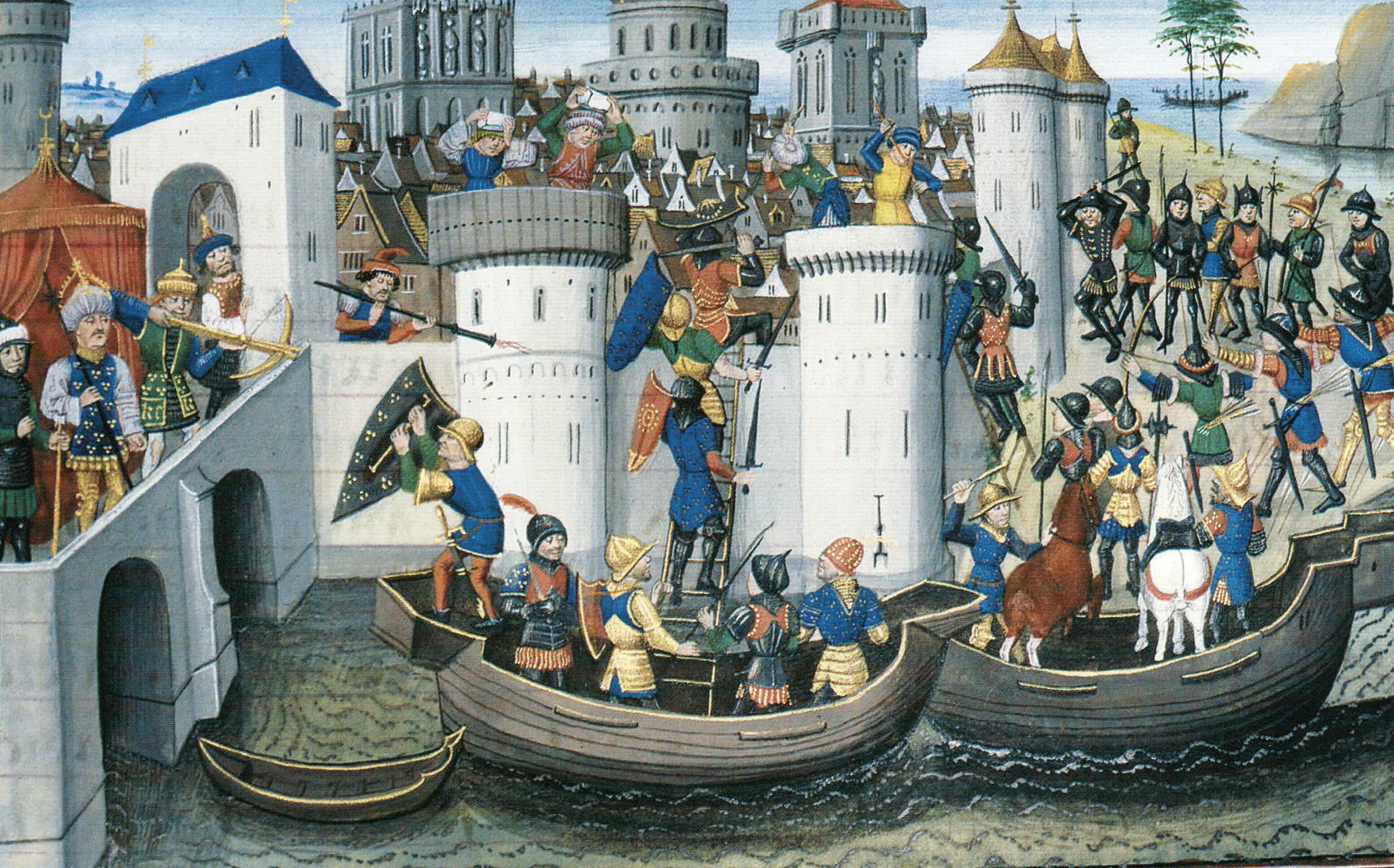
Quân Thập tự chinh đánh chiếm Constantinople vào năm 1204

Cuộc Thập Tự Chinh Thứ Tư bắt đầu năm 1202 do Giáo hoàng Innocent III phát động với mục tiêu chiếm Ai Cập để từ đó tấn công Jerusalem. Thế nhưng do thiếu nguồn lực tài chính nên những người chỉ huy Thập Tự Quân đã thỏa thuận với Venezia nhằm có được phương tiện và hậu cần đảm bảo cho cuộc hành quân sang Ai Cập, để đổi lại, người Venezia sẽ nhận một nửa đất chiếm được và Thập Tự Quân phải trả 85000 đồng mác bằng bạc . Sau đó, Venezia đề nghị đội Quân Thập Tự Chinh đánh chiếm Zara, địch thủ thương nghiệp của Venezia , một thành phố cũng của người Kitô giáo. Bởi còn thiếu 34000 mác, Thập Tự Quân đã tấn công và đánh chiếm Zara vào tháng 11 năm 1202. Kế tiếp, người Venezia lại thuyết phục Thập Tự Quân tấn công Constantinople, thủ đô của Đế quốc Byzantine theo Chính thống giáo Đông phương. Thành phố vốn đang bị chia rẽ bởi mối bất hòa giữa các phe phái này nhanh chóng thất thủ ngày 12 tháng 4 năm 1204. Mặc dù Giáo hoàng Innocent III cố gắng ngăn chặn các Đạo Quân Thập Tự, song chúng cũng cướp bóc và đốt cháy hết một phần thành phố. Sau đó người Venezia và Thập Tự Quân phân chia đế quốc Byzantine thành các Công Quốc và thống trị cho đến năm 1261. Cuộc Thập Tự Chinh chấm dứt mà Thập Tự Quân không tiếp tục tiến về Đất Thánh.

### Thập Tự Chinh Thứ Năm (1217 - 1219)
Thập Tự Chinh Thứ Năm do Giáo hoàng Honorius III tổ chức, Thập Tự Quân năm 1217 gồm các đạo quân do Leopold VI (Công tước Áo) và András II của Hungary dẫn đầu, đến năm 1218, quân đội của Oliver thành Cologne và một đội quân hỗn hợp của vua Hà Lan Willem I cũng tham gia. Mục tiêu của Thập Tự Quân lần này là tấn công Ai Cập. Năm 1218, John thành Brienne, vua Jerusalem bị thay thế. Năm 1219, Thập Tự Quân công chiếm Damietta và Giáo hoàng cử đại diện là Pelagius thống lĩnh cuộc Thập Tự Chinh. Người Hồi giáo đã đề nghị đổi quyền kiểm soát giữa Damietta và Jerusalem nhưng Pelagius từ chối. Năm 1219, Thập Tự Quân định tấn công Cairo nhưng không vượt qua được sông Nin đang trong mùa nước lũ và buộc phải rút lui do hậu cần không đảm bảo. Trên đường rút lui, những cuộc tấn công vào ban đêm của quân đội Hồi giáo đã gây nhiều thiệt hại cho Thập Tự Quân và Damietta bị tái chiếm.

### Thập Tự Chinh Thứ Sáu (1228 - 1229)[19]
Đoàn quân do hoàng đế Friedrich II (Đế quốc La Mã thần thánh) đứng đầu tiến hành Thập Tự Chinh Thứ Sáu năm 1228 nhưng nhanh chóng quay trở về và Friedrich II đã bị Giáo Hoàng rút phép thông công. Sau đó Friedrich II quay sang đàm phán, năm 1229 ông đạt được với người Hồi giáo một hiệp ước hòa bình trong mười năm, khôi phục lại quyền kiểm soát Jerusalem, Nazareth và Bethlehem cùng với một hành lang từ Jerusalem ra biển cho những người Kitô giáo. Trước sự chống đối của các giáo trưởng ở Jerusalem, Friedrich II đã tự phong mình làm vua ở đây năm 1229. Năm 1244, Jerusalem thất thủ trước sự tấn công ồ ạt của lính đánh thuê Hồi giáo và người Kitô giáo chỉ trở lại kiểm soát được thành phố này vào năm 1917.

### Thập Tự Chinh Thứ Bảy (1248 - 1254)
Sau khi Jerusalem bị chiếm, vua Pháp Louis IX (Thánh Louis) đã chuẩn bị một cuộc Thập Tự Chinh vào năm 1247, mục tiêu lần này vẫn là Ai Cập. Mặc dù đội quân không được tổ chức tốt, năm 1248, ông vẫn chiếm được Damietta một cách dễ dàng và tiến quân về Cairo năm 1249. Tuy nhiên, Thập Tự Quân nhanh chóng bị quân Hồi giáo của Baybars I và Emir Fakr ed-Din đánh bại trong trận Mansoura ngày 8 tháng 2 năm 1250, Damietta lại rơi vào tay người Hồi giáo. Vua Louis IX của Pháp bị bắt làm tù binh và được thả sau khi đã trả tiền chuộc.

### Thập Tự Chinh Thứ Tám (1270)

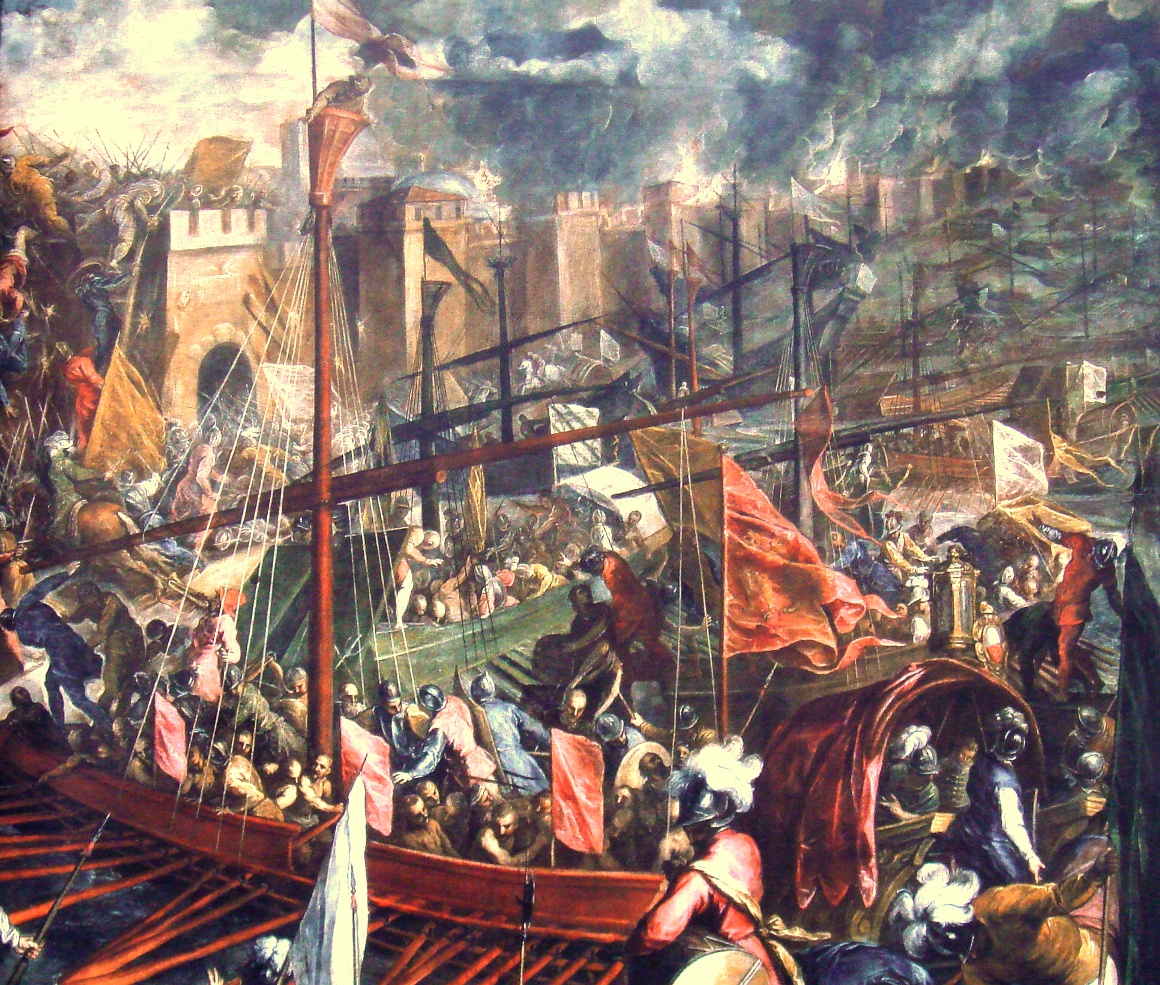
Chiếm Constantinople năm 1204

Các sự kiện Jaffa và Antioch bị người Hồi giáo chiếm lại đã dẫn đến cuộc Thập Tự Chinh do Vua Louis IX tiến hành. Cuộc viễn chinh lần này nhằm đến Tunisia, Thập Tự Quân tấn công Tunis nhưng ngày 25 tháng 8 năm 1270, Louis IX chết ở gần Tunis vì bệnh dịch hạch. Sau đó đội quân của Louis IX cùng với đoàn Thập Tự Quân do hoàng tử Anh Edward tiếp tục tiến hành cuộc Thập Tự Chinh nhưng không đạt kết quả nào. Cuộc tấn công Tunis ngừng lại còn hoàng tử Edward dẫn quân tới Acre. Những hoạt động của đội quân do hoàng tử Edward chỉ huy trong những năm 1271 - 1272 có tài liệu gọi là Thập Tự Chinh Thứ Chín, có tài liệu lại ghép vào cùng với Thập Tự Chinh Thứ Tám. Trong hai năm này, hoàng tử Edward cũng không đạt được kết quả nào đáng kể cho đến khi ông đình chiến và quay trở về Anh để kế thừa ngôi báu sau cái chết của nhà vua Henry III. Đây cũng là cuộc viễn chinh cuối cùng trong thời Trung Cổ của người Kitô giáo tới miền Đất Thánh. Năm 1289, Tripoli bị người Hồi giáo chiếm và tới năm 1291, khi Acre cũng rơi vào tay họ thì giai đoạn của các cuộc Thập tự chinh thời trung cổ kết thúc.

### Các cuộc Thập Tự Chinh khác
Ngoài những cuộc Thập Tự Chinh tới miền Đất Thánh, một số hoạt động quân sự khác trong giai đoạn này cũng được gọi là Thập Tự Chinh như: chiến dịch quân sự chống lại giáo phái Albi ở vùng Languedoc, Pháp từ năm 1209 đến năm 1229; sự kiện thực hư lẫn lộn xảy ra năm 1212 khi hàng loạt trẻ em kéo tới Ý được gọi là Thập Tự Chinh của trẻ em; hay các hoạt động quân sự chống lại người Tarta, những cuộc hành binh đến Thụy Điển, vùng Balkan... cũng được coi là Thập Tự Chinh.

## Các hiệp sĩ tham gia thập tự chinh
Ngay sau cuộc Thập tự chinh thứ nhất, các hiệp sĩ đã hình thành nên một tầng lớp mới, tầng lớp quân đội-tôn giáo. Những phẩm chất như sự cống hiến, kỷ luật và kinh nghiệm tu hành của họ được kết hợp vào mục đích quân sự của các cuộc thập tự chinh. Tầng lớp này cung cấp các đội bảo vệ vũ trang cho những đoàn hành hương về Đất Thánh, bảo vệ dân cư và trở nên rất cần thiết cho các vương triều phương Tây cũng như đóng vai trò quan trọng trong xã hội châu Âu thời kỳ đó. 
- Hiệp sĩ dòng Đền (hay Hiệp sĩ Đền thờ; Tiếng Pháp: Ordre du Temple) do các hiệp sĩ Pháp thành lập đầu thế kỷ XII. Họ sống chung với nhau trong các khu nhà hoặc cộng đồng riêng và tôn chỉ là 3 lời thề tu sỹ: nghèo khó, thanh khiết và phục tùng. Họ tự ý thức trách nhiệm của mình trong việc bảo vệ Công quốc Jerusalem, đảm bảo sự an toàn cho các tuyến đường nối tây Âu với các Công quốc Thập tự quân. Các Hiệp sĩ Đền thờ cũng đảm nhận việc vận chuyển, bảo vệ tiền bạc rất cần thiết cho những cuộc thập tự chinh diễn ra liên tục và do vậy trở thành thể chế ngân hàng quan trọng nhất của thời đại[21]. Năm 1321, các hoạt động của Hiệp sĩ Đền thờ bị Giáo hoàng ra lệnh cấm.
- Hiệp sĩ Cứu tế Thánh Gioan hay gọi ngắn gọn là Hiệp sĩ Cứu tế (Anh ngữ:Knights Hospitaller): do các hiệp sĩ ở Jerusalem thành lập vào khoảng năm 1103. Tuy quân số không đông bằng Hiệp sĩ Đền thờ nhưng họ đã giữ vai trò quan trọng trong công cuộc bảo vệ Công quốc Jerusalem trong suốt thời gian xảy ra những cuộc Thập tự chinh. Năm 1291, sau khi thành Acre thất thủ, tổng hành dinh của Hiệp sĩ Cứu tế dời đến Cộng hòa Síp rồi sau đó đến đảo Rhodes và cuối cùng là đảo Malta. Cùng với các hiệp sĩ ở Malta, họ cai trị hòn đảo này cho đến năm 1798 khi Napoléon Bonaparte chiếm Malta trên con đường chinh phục Ai Cập. Các hiệp sĩ trở thành Giai cấp tối cao (sovereign order) ở Malta và còn tồn tại đến ngày nay như một nhóm chuyên làm các công việc bác ái.
- Hiệp sĩ Giéc-man (tiếng Đức: Deutscher Orden): được thành lập vào khoảng năm 1190 ở Acre để bảo vệ các đoàn hành hương người Đức đến Palestine. Tổng hành dinh của họ sau được dời đến Venezia, rồi Transynvania[22] năm 1211 và cuối cùng là đến Phổ năm 1299. Các Hiệp sĩ Giécman đã trở thành đội quân tiên phong của Đức mở rộng lãnh thổ về phía đông và chiếm được một vùng đất dọc theo biển Baltic. Năm 1525, trong phong trào cải cách tôn giáo ở châu Âu, Albert thành Brandenburg, một đại địa chủ theo học thuyết của Martin Luther đã nắm quyền kiểm soát ở đây và giải trừ quyền hành của tầng lớp Hiệp sĩ Giécman.

## Dấu ấn của Thập tự chinh
Hai lực lượng chính đối đầu nhau trong những cuộc thập tự chinh là những người Kitô giáo và Hồi giáo có quan điểm đánh giá rất khác nhau về những cuộc Thập tự chinh. Đối với phương Tây, Thập tự chinh là những cuộc viễn chinh mạo hiểm nhưng anh hùng, những người tham gia thập tự chinh, dù rất nhiều trong số họ đã bỏ mình nơi chiến địa được xem là tiêu biểu cho sự dũng cảm và tinh thần hiệp sĩ. Richard Sư tử tâm được xem là vị vua đắc thủ tất cả những đức tính của một hiệp sĩ kiểu mẫu - gan dạ, thiện chiến, phong độ uy nghi, ngay cả sự nhạy bén để soạn những bài ca trữ tình của giới ca sĩ hát rong.. Louis IX, vị vua đã băng hà trong cuộc Thập tự chinh ở Tunisia, với đức tính ngoan đạo, khổ hạnh cũng như công lý mà ông đem lại cho nền quân chủ Pháp thậm chí trong suốt cuộc đời mình, vua Louis đã được xem là bậc thánh.. Cao lớn, đẹp trai, lịch thiệp và quả cảm, vua Friedrich I Barbarossa, cũng giống như vị vua trước đó là Charlemagne, đã giành được vị trí lâu dài trong ký ức và huyền thoại của thần dân.. Godfrey xứ Bouillon, với chiến công cùng với một nhóm hiệp sĩ của mình là những người đầu tiên vượt qua tường thành để xâm nhập Jerusalem và chiếm lại Đất Thánh trong cuộc vây hãm ở Thập tự chinh thứ nhất đã trở thành huyền thoại. Ông được người châu Âu thời ấy xếp vào một trong số Chín biểu tượng của tinh thần hiệp sĩ trong mọi thời đại, được ca ngợi trong những bản trường ca, một thể loại vốn phổ biến ở Pháp thời trung cổ. Cuộc tấn công Antioch cũng là chủ đề của bản Trường ca Antioch dài hơn 9.000 câu thơ. Những bài hát của ca sĩ hát rong ở khắp châu Âu ca ngợi những thủ lĩnh, những hiệp sĩ thập tự chinh và những mối tình lãng mạn của họ.
Dấu ấn lịch sử của Thập tự chinh trong thế giới Hồi giáo không đậm nét bằng ở phương Tây mặc dù những vị vua Hồi giáo chống lại người Kitô giáo như Nur ad-Din,...đặc biệt là Saladin cũng rất được ngưỡng mộ và kính trọng. Đối với người Hồi giáo, Thập tự chinh là những sự kiện đầy tàn bạo và dã man và những cuộc chiến đấu của họ chống lại Thập tự quân được gọi là Thánh chiến.

## Ảnh hưởng của Thập tự chinh
Mặc dù các cuộc Thập tự chinh không tạo ra sự hiện diện thường xuyên và vững chắc của phương Tây tại Tiểu Á nhưng sự tiếp xúc giữa văn hóa phương Đông và phương Tây đã có ảnh hưởng mạnh mẽ đến hai nền văn hóa này.
- Kỹ thuật quân sự: sau những cuộc Thập tự chinh đầu tiên, Thập tự quân đã phải tiến hành các chiến dịch phòng thủ quy mô lớn ở những tiền đồn xa xôi và điều này khiến cho kỹ thuật phòng vệ, đặc biệt là kỹ thuật xây dựng lâu đài phát triển. Các lâu đài có thiết kế công sự tháp treo để thuận lợi cho việc bắn vũ khí, ném gỗ, đá, dầu... vào những người tấn công; lối vào lâu đài được bố trí các góc, tường ngăn không cho đối phương công phá trực tiếp. Các lâu đài Hồi giáo cũng có bước phát triển tương tự. Cùng với kỹ thuật phòng thủ, các phương tiện công thành như máy bắn đá, máy phá thành bằng những khúc gỗ lớn...trở nên tinh vi và hiệu quả hơn; các kỹ thuật đào đất, đặt chất nổ...cũng có bước phát triển.
- Kinh tế: mặc dù không có số liệu thống kê tin cậy về thu nhập cũng như phí tổn của các cuộc Thập tự chinh nhưng chắc chắn rằng chúng rất tốn kém, đặc biệt là đối với phương Tây do họ phải tiến hành viễn chinh. Chiến tranh đã làm cạn kiệt dần nguồn lực của phương Tây dẫn đến phải áp dụng thuế ở mức độ cao. Để tài trợ cho Thập tự chinh thứ ba, năm 1188, với sự cho phép của Giáo hoàng, các vương công đã đánh thuế trực thu 10% trên thu nhập của tất cả tu sỹ và người dân có thu nhập gọi là Thuế thập phân Saladin. Thuế cũng kéo theo sự phát triển của các kỹ thuật quản lý, thu thuế, chuyển tiền...Mặt khác, Thập tự chinh kích thích thương mại giữa phương Đông và phương Tây: các sản phẩm như đường, gia vị,... từ phương Đông được buôn bán rất mạnh; các mặt hàng xa xỉ như vải lụa...cũng được phát triển sản xuất ngay tại châu Âu.
- Các cuộc thăm dò: Thập tự chinh đã kích thích những cuộc thăm dò của người phương Tây đến những nền văn hóa phương Đông. Khởi phát là các công quốc có Thập tự quân, các tu sỹ rồi đến thương gia; họ đã thâm nhập sâu vào lục địa châu Á và đầu thế kỷ XIII đã đến Trung Hoa. Những chuyến đi của họ, đặc biệt là của Marco Polo đã cung cấp cho châu Âu nguồn thông tin đa dạng và quý báu về Đông Á, tạo tiền đề cho những nhà hàng hải tìm kiếm các lộ trình mới để buôn bán với Trung Hoa vào cuối thế kỷ XV và thế kỷ XVI. Khát vọng thăm dò, chiếm đoạt các nền văn hóa khác, và mở rộng Kitô giáo là một phần mà các cuộc Thập tự chinh đã truyền cảm hứng cho chủ nghĩa đế quốc sau này.[26].
- Chính trị: Các cuộc Thập tự chinh đã củng cố quyền lực của Giáo hoàng và Giáo hội Công giáo La Mã trong một thời gian, khi họ trở thành những người đứng đầu phong trào này, kêu gọi và tập hợp lực lượng từ khắp châu Âu. Tuy nhiên, những thất bại liên tiếp sau đó đã làm suy yếu dần uy tín của Giáo hoàng. Về phía các vương quốc, các cuộc Thập tự chinh đã góp phần tập trung quyền lực vào tay các quốc vương khi nhiều chư hầu và quý tộc thiệt mạng hoặc phá sản, giúp các vị vua củng cố quyền lực tập trung. Ngoài ra, việc thành lập các quốc gia Thập tự chinh tại Cận Đông cũng định hình lại bản đồ chính trị khu vực, dù sự tồn tại của chúng không bền vững. Sự trỗi dậy của các nhà nước dân tộc ở châu Âu cũng có phần liên quan đến việc các nhà cầm quyền phải huy động nguồn lực và xây dựng cơ cấu hành chính hiệu quả hơn để hỗ trợ các chiến dịch viễn chinh.
- Văn hóa: Sự tiếp xúc trực tiếp giữa phương Đông và phương Tây đã dẫn đến sự trao đổi văn hóa đáng kể. Châu Âu tiếp thu nhiều kiến thức và công nghệ từ thế giới Hồi giáo, đặc biệt trong các lĩnh vực như y học, toán học, thiên văn học và triết học. Ví dụ, các bản dịch công trình của các học giả Hồi giáo đã giúp tái khám phá các tác phẩm của Hy Lạp cổ đại ở phương Tây. Các sản phẩm văn hóa, nghệ thuật, kiến trúc, và thậm chí cả ẩm thực từ phương Đông cũng được du nhập vào châu Âu, làm phong phú thêm đời sống văn hóa. Ngược lại, phương Tây cũng mang ảnh hưởng của mình đến Cận Đông, thể hiện qua kiến trúc lâu đài và một số tập tục xã hội tại các quốc gia Thập tự chinh. Tuy nhiên, Thập tự chinh cũng làm sâu sắc thêm hố ngăn cách tôn giáo và định kiến giữa Kitô giáo và Hồi giáo, với những ảnh hưởng tiêu cực kéo dài hàng thế kỷ.
- Xã hội: Các cuộc Thập tự chinh đã tạo ra sự thay đổi lớn trong cơ cấu xã hội phương Tây. Nhiều quý tộc và hiệp sĩ tham gia Thập tự chinh đã bán tài sản hoặc vay nợ để tài trợ cho chuyến đi, dẫn đến sự suy yếu của một số gia đình quý tộc cũ và sự trỗi dậy của các tầng lớp mới, đặc biệt là thương nhân và tầng lớp tư sản ở các thành phố ven biển, những người hưởng lợi từ sự gia tăng thương mại. Nông dân, mặc dù không trực tiếp tham chiến nhiều, nhưng gánh chịu gánh nặng thuế khóa và cũng có cơ hội di chuyển, thoát ly khỏi ách nông nô trong một số trường hợp. Ngoài ra, các cuộc Thập tự chinh còn góp phần vào sự phát triển của các dòng tu quân sự như Templar và Hiệp sĩ Cứu tế, những tổ chức có ảnh hưởng đáng kể về quân sự, kinh tế và chính trị. Sự di cư của một bộ phận dân cư cũng góp phần làm thay đổi cấu trúc dân số ở một số vùng.